# Czerska Struga
Czerska Struga [pronunciación en polaco: /ˈt͡ʂɛrska struɡa/] (en alemán: Czerskerfließ) es un asentamiento ubicado en el distrito administrativo de Gmina Czersk, dentro del condado de Chojnice, Voivodato de Pomerania, en el norte de Polonia. Se encuentra a unos 8  kilómetros al suroeste de Czersk, a 25 kilómetros al este de Chojnice, y a 85 kilómetros al suroeste de la capital regional Gdańsk.
El asentamiento tiene una población de 3 habitantes.